# Nong Chang (huyện)
Nong Chang (tiếng Thái: หนองฉาง) là một huyện (amphoe) của Uthai Thani Province, miền nam Thái Lan.

## Địa lý
Các huyện giáp ranh (từ phía tây nam theo chiều kim đồng hồ) là: Huai Khot, Lan Sak, Thap Than, Nong Khayang của tỉnh Uthai Thani và Nong Mamong của tỉnh Chainat.

## Hành chính
Huyện này được chia thành 10 phó huyện (tambon), các đơn vị này lại được chia ra thành 95 làng (muban). Có hai thị trấn (thesaban tambon) in the district - Khao Bang Kraek nằm trên toàn bộ tambon Khao Bang Kraek, còn Nong Chang nằm trên một phần của tambon Nong Chang and Nong Suang.
| STT. | Tên             | Tên Thái   | Số làng | Dân số |  |
| ---- | --------------- | ---------- | ------- | ------ |  |
| 1.   | Nong Chang      | หนองฉาง    | 7       | 4945   |  |
| 2.   | Nong Yang       | หนองยาง    | 10      | 5694   |  |
| 3.   | Nong Nang Nuan  | หนองนางนวล | 10      | 3185   |  |
| 4.   | Nong Suang      | หนองสรวง   | 5       | 2609   |  |
| 5.   | Ban Kao         | บ้านเก่า     | 9       | 1400   |  |
| 6.   | Uthai Kao       | อุทัยเก่า     | 10      | 2518   |  |
| 7.   | Thung Pho       | ทุ่งโพ       | 14      | 8144   |  |
| 8.   | Thung Phong     | ทุ่งพง       | 11      | 2247   |  |
| 9.   | Khao Bang Kraek | เขาบางแกรก | 7       | 6658   |  |
| 10.  | Khao Kwangthong | เขากวางทอง | 12      | 7425   |  |